# Shanwei
Shanwei (xinès: 汕尾), o Swabue, o també coneguda com Hailufeng (xinès: 海陆丰, acrònim de Haifeng i Lufeng) és una ciutat a nivell de prefectura a l'est de la província de Guangdong, a la República Popular de la Xina. Limita amb Jieyang a l'est, Meizhou i Heyuan al nord, Huizhou a l'oest i mira a la mar de la Xina Meridional al sud. Es troba a uns 120 quilòmetres a l'est de Shenzhen i els habitants parlen el dialecte Haifeng. La seva superfície és de 4865 quilòmetres quadrats i la seva població total l'any 2010 va ser de 2.935.469 habitants.

## Història
La ciutat de Shanwei es va establir el 1988. Va ser administrada políticament com a part de Huizhoufu (惠州府) pels imperis Ming i Qing. Va obtenir la seva independència prefectural i administrativa de Huizhou durant el període nacionalista.
La població ètnica dominant és Hoklo, que va venir com a resultat de la gran disminució de la població causada per la guerra a l'inici de la dinastia Qing a l'actual Shanwei.

## Clima
Shanwei té un clima subtropical humit influït pel monsó (Köppen Cwa), amb hiverns curts, suaus a càlids, i estius llargs, calorosos i humits. L'hivern comença assolellat i sec, però es torna cada cop més humit i ennuvolat. La primavera és generalment ennuvolada, mentre que l'estiu porta les pluges més intenses de l'any tot i que és molt més assolellat; hi ha 10,3 dies amb 50 mm o més de pluja. La tardor és assolellada i seca. La temperatura mitjana mensual oscil·la entre els 15,2 °C al gener i els 28,3 °C al juliol, i la mitjana anual és de 22,60 °C. La pluja anual és d'uns 1.891 mm, aproximadament dos terços dels quals es concentren de maig a agost. La ciutat rep 1.925 hores de sol a l'any.

## Administració
La ciutat-prefectura de Shanwei administra 4 divisions a nivell de comtat, inclòs un districte, una ciutat a nivell de comtat i 2 comtats.
| Mapa de Shanwei | Mapa de Shanwei   | Mapa de Shanwei         | Mapa de Shanwei          | Mapa de Shanwei | Mapa de Shanwei |
| --- | ----------------- | ----------------------- | ------------------------ | --------------- | --------------- |
| Chengqu Comtat de · Haifeng Shenshan Comtat · de Luhe Lufeng · (ciutat) La RPX reclama · l'illa de Pratas però · mai l'ha controlada. |                   |                         |                          |                 |                 |
| Nom | Xinès simplificat | Hanyu Pinyin            | Població (cens del 2010) | Sup. (km²)      | Densitat (/km²) |
| Districte de Chengqu | 城区              | Chéng Qū                | 491.766                  | 421             | 1.168           |
| Comtat de Haifeng | 海丰县            | Hǎifēng Xiàn            | 804.107                  | 1.750           | 459             |
| Comtat de Luhe | 陆河县            | Lùhé Xiàn               | 314.153                  | 986             | 318             |
| Ciutat de Lufeng | 陆丰市            | Lùfēng Shì              | 1.688.536                | 1.671           | 940             |
| |                   |                         |                          |                 |                 |
| Zona especial de cooperació de Shenshan                                                                                               | 深汕特别合作区    | Shēnshàn Tèbié Hézuò Qū |                          |                 |                 |